# William Donne
William Stephens Donne (Castle Cary, 2 april 1876 - Belle Vue, 24 maart 1934) was een Brits cricketspeler. 
Donne won in 1900 met de Britse ploeg de gouden medaille op de Olympische Spelen.

## Erelijst
- 1900 –  Olympische Spelen in Parijs team